# Клеарх (ученик Платона)
Клеарх I (др.-греч. Κλέαρχος; 409—352 годы до н. э.) — древнегреческий философ и тиран Гераклеи Понтийской в 363—352 годах до н. э.

## Биография
Был непродолжительное время учеником Платона и четыре года учеником Исократа.

### Захват власти
В 365 году до н. э. в Гераклее Понтийской обострились отношения между правящими олигархами и демосом. После безуспешных просьб о помощи к афинским и беотийским военачальникам в 364 году до н. э. было принято решение призвать из изгнания знатного гераклейца Клеарха, которому было 45 лет. Клеарх в это время был командиром наёмников у Митридата (сына сатрапа Ариобарзана). Получив предложение от гераклейцев, Клеарх втайне пообещал Митридату подчинить этот город сатрапу. Хитростью он вынудил олигархов просить его разместить наёмников в акрополе города.
Но вместо исполнения обещания Клеарх, захватив Митридата в плен, потребовал отказаться от претензий на город и заплатить большой выкуп. На эти деньги Клеарх переманил подчинённых тому наёмников. Затем, под предлогом передачи власти «совету трёхсот», Клеарх созвал этот орган в здании городского совета, а затем окружил здание наёмниками и пленил 60 членов совета (остальные бежали). На собрании перед народом Клеарх объявил себя защитником от олигархического правления. Собрание объявило его стратегом-автократором.

### Внутренняя политика
Пленённые олигархи были отправлены в крепость. Выманив у них крупные суммы денег, Клеарх приказал казнить пленников. Бежавшие олигархи планировали при помощи соседних городов идти на него войной. В ответ на это Клеарх дал рабам этих олигархов свободу, а также заставил жён и дочерей олигархов вступить в брак с освобождёнными рабами. В решающем сражении эти олигархи были разбиты. Клеарх устроил триумф, проведя пленных по улицам, после чего предал их мучительной казни, используя напиток из аконита.
Из-за нерешённых земельного и долгового вопросов постепенно росло недовольство Клеархом.
На него много раз совершались покушения. В результате одного из них Силену удалось на короткое время захватить акрополь. Поэтому Клеарх подозрительно относился к своему окружению. По слухам, он из страха перед покушением спал не в своей кровати, а в ящике.
Возможно, желая придать сакральность своей власти, Клеарх объявил себя сыном Зевса (надевал одежду, предназначенную лишь для богов, разрисовывал лицо красной краской, приказывал нести перед собой золотого орла, украшал себя золотым венком), а одного из сыновей назвал Керунос («громобой»).

### Внешняя политика
Из-за внутренних неурядиц Клеарх искал поддержки у соседей. Во время мятежей сатрапов против Артаксеркса II и Артаксеркса III он выражал им преданность. Также Клеарх старался поддерживать хорошие отношения с Афинами, в которых по представлению афинского полководца Тимофея получил гражданство.
Единственный город, с которым он вёл войну, был Астак.

### Гибель
Хион из Гераклеи, так же, как и Клеарх, бывший учеником Платона, а также состоявший в родстве с тираном, вместе с единомышленниками решил его убить. На одном из религиозных праздников Клеарх должен был принести большие жертвы. Хион ранил Клеарха в пах, тиран упал, но умер после сильных мучений лишь через два дня. Часть заговорщиков погибла сразу, часть попала в плен, после чего была казнена.
Преемником Клеарха стал брат Сатир, после смерти которого в 345 году до н. э. власть перешла к сыну Клеарха Тимофею.

## Семья
- Тимофей (367—337 год до н. э.). Был назван в честь афинского полководца. Вероятно, это именно его отец именовал Керунос («громобой»). Тиран Гераклеи Понтийской в 345—337 гг. до н. э.
- Дионисий (360/359 — 305/304 год до н. э.). Назван в честь сицилийского тирана. Тиран Гераклеи Понтийской в 337—305/304 гг. до н. э.